# Olga Vittoria Gentilli
Olga Vittoria Gentilli (Nápoles, Italia, 19 de julio de 1888 – Rapallo, Italia, 29 de mayo de 1957) fue una actriz teatral, cinematográfica y televisiva de nacionalidad italiana.

## Biografía
Fue una actriz muy popular, tanto en Italia como en el extranjero. Empezó a actuar en 1908, prosiguiendo su actividad en la compañía Andò-Paoli-Gandusio. En 1913 fue segunda donna con Ruggero Ruggeri, y en 1917 llegó a dar el nombre a las compañías en las que trabajaba, la Carini-Gentilli y la Carini-Gentilli- Baghetti, que duró hasta 1920. En 1921 fue prima donna con Luigi Chiarelli y Armando Falconi, actuando después a otras agrupaciones, trabajando junto a Ruggero Capodaglio, Sergio Tofano, Vittorio De Sica, Kiki Palmer y Ernesto Sabbatini. Durante la Segunda Guerra Mundial, tras haber participado en actuaciones de verano en Taormina, entró en la compañía Torrieri-Tofano y luego en la Maltagliati-Benassi para volver de nuevo con Tofano en los primeros años de la década de 1950. 
Gentilli debutó en el cine en edad madura, en 1933 (Al buio insieme, La maestrina, Non c'è bisogno di denaro), finalizando su carrera en el medio en 1953.
Frecuentes sus participaciones radiofónicas para el Ente Italiano per le Audizioni Radiofoniche (EIAR) y la RAI, tanto en comedias como en dramas, fue componente de la Compañía Teatral de la Radiotelevisión Italiana.
Olga Vittoria Gentilli estuvo también activa en los primeros años de las emisiones televisivas, además de trabajar en el campo del doblaje. La actriz falleció en Rapallo, Italia, en 1957.

## Trabajo radiofónico
- Le Dame e gli Ussari, de Aleksander Fredro, con Annibale Ninchi, Lauro Gazzolo y Olga Vittoria Gentilli. Dirección de Pietro Masserano Taricco. 5 de octubre de 1955.

## Televisión
- Il processo di Mary Dufan, de Bayard Veller, con Linda Sini, Alberto Carloni y Olga Vittoria Gentili. Dirección de Claudio Fino. 25 de noviembre de 1954.
- Tío Vania, de Antón Chéjov, con Marcello Giorda, Enrica Corti y Olga Vittoria Gentili. Dirección de Silverio Blasi. 11 de marzo de 1955.
- La vedovella, con Margherita Bagni, Alberto Lupo y Olga Vittoria Gentili. Dirección de Daniele D'Anza. 16 de abril de 1956.
- Diálogos de Carmelitas, de Georges Bernanos, con Adriana Innocenti, Annabella Cerliani y Olga Vittoria Gentili. Dirección de Tatiana Pavlova. 2 de noviembre de 1956.

## Teatro
- Con un palmo di naso, revista de Michele Galdieri, con Totò, Anna Magnani y Olga Vittoia Gentili. Dirección del autor. Estrenada en el Teatro Valle de Roma el 26 de junio de 1944.
- La rappresentazione di Santa Uliva, de Anónimo Florentino del siglo XIV, dirección de Gualtiero Tumiati y Beryl Tumiati, con Tullio Carminati, Anna Proclemer y Olga Vittoria Gentilli. Cortile della Sapienza de Roma, (31 de agosto de 1944)

## Filmografía
- Al buio insieme, de Gennaro Righelli (1933)
- Il treno delle 21,15, de Amleto Palermi (1933)
- Non c'è bisogno di denaro, de Amleto Palermi (1933)
- Il serpente a sonagli, de Raffaello Matarazzo (1935)
- L'albero di Adamo, de Mario Bonnard (1936)
- Vivere, de Guido Brignone (1937)
- Napoli d'altri tempi, de Amleto Palermi (1938)
- Follie del secolo, de Amleto Palermi (1939)
- Processo e morte di Socrate, de Corrado D'Errico (1940)
- Melodie eterne, de Carmine Gallone (1940)
- Il signore della taverna, de Amleto Palermi (1940)
- L'avventuriera del piano di sopra, de Raffaello Matarazzo (1941)
- Un garibaldino al convento, de Vittorio De Sica (1942)
- Due cuori, de Carlo Borghesio (1943)
- Ho tanta voglia di cantare, de Mario Mattoli (1943)
- L'onorevole Angelina, de Luigi Zampa (1947)
- Cuore, de Duilio Coletti (1948)
- Fabiola, de Alessandro Blasetti (1948)
- Altri tempi, de Alessandro Blasetti (1952)
- Giuseppe Verdi, de Raffaello Matarazzo (1953)